# Comunità montana dell'Appennino Cesenate
La Comunità montana dell'Appennino Cesenate  si trova in provincia di Forlì-Cesena e comprende le valli dei fiumi Savio e Rubicone.
È costituita dai comuni di:
- Bagno di Romagna
- Borghi
- Mercato Saraceno
- Roncofreddo
- Sarsina
- Sogliano al Rubicone
- Verghereto

Il suo territorio è situato nella parte sud-orientale della Romagna, in un crocevia al confine con le regioni Toscana e Marche. In esso è presente il Parco nazionale delle Foreste Casentinesi, Monte Falterona e Campigna, nonché la sorgente del Tevere, terzo fiume italiano per lunghezza che bagna la capitale.